# 曾斯維爾 (伊利諾伊州)
曾斯維爾（英語：Zanesville）是位於美國伊利諾伊州蒙哥馬利縣的一個非建制地區。該地的面積和人口皆未知。

## 地理
曾斯維爾的座標為39°19′20″N 89°39′11″W / 39.32222°N 89.65306°W，而該地的平均海拔高度為197米（即646英尺）。